# Besson (koń)
Besson – urodzony w 1948 polski koń półkrwi angloarabskiej (xo), wałach, po matce Sauge półkrwi angloarabskiej (xo) i ojcu Front ex Fausain półkrwi angloarabskiej (xo), ogłoszony koniem 25-lecia PRL-u w sporcie wyczynowym, na którym Władysław Byszewski osiągnął największe sukcesy w konkursach skoków przez przeszkody. Wyhodowany w Stadninie Koni Mochowo o gniadym umaszczeniu, podczas startów pod Byszewskim zdobył trzykrotnie mistrzostwo Polski w skokach przez przeszkody (1954, 1956, 1958) i wiele nagród międzynarodowych w Europie.
Padł w 1979 w Stadninie Koni w Mosznej, gdzie uhonorowany jest tablicą pamiątkową. 